# باسل عبد الله

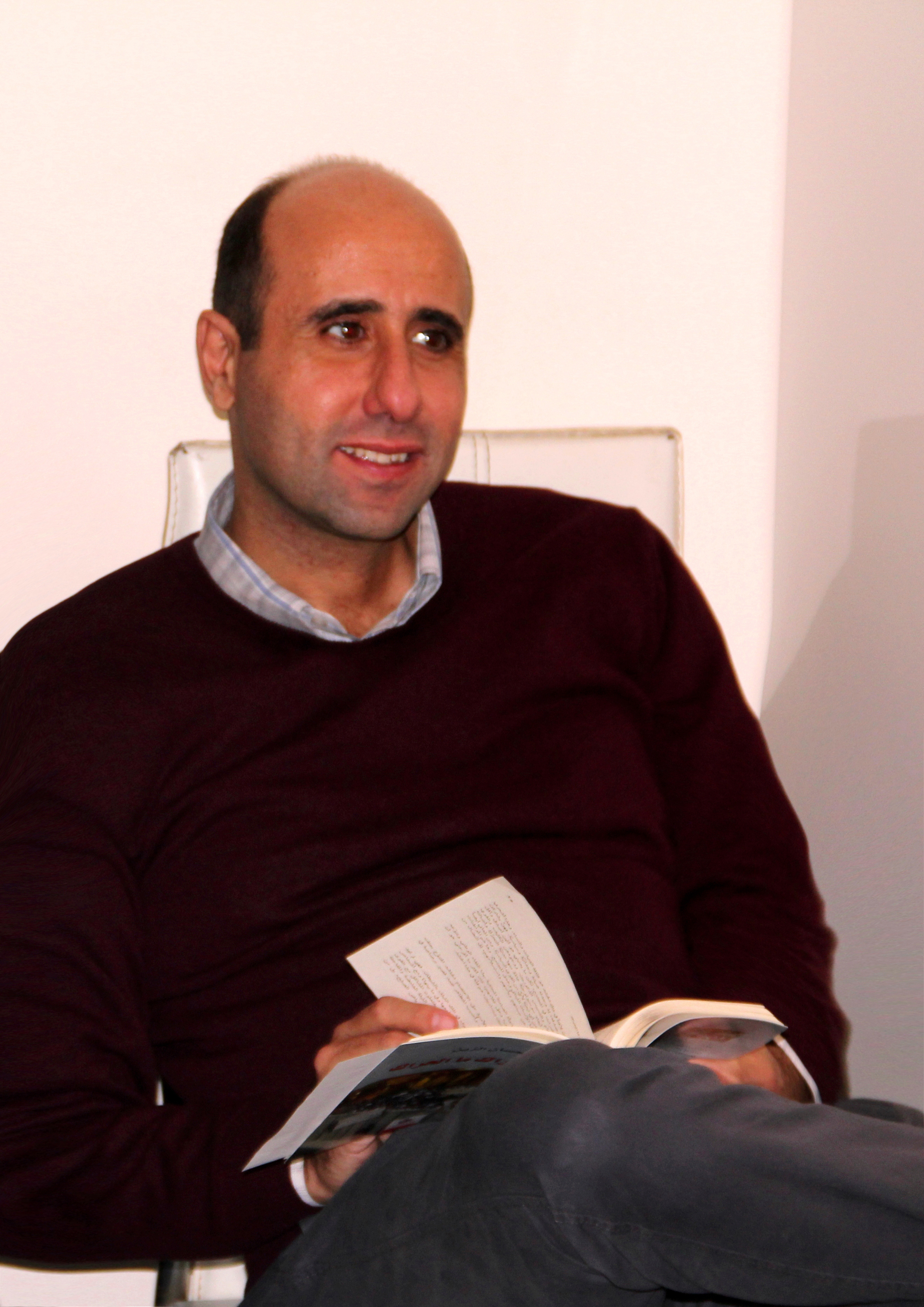
باسل عبدالله

باسل عبد الله (1975-) هو محام وكاتب وشاعر وناشط حقوقي لبناني، ولد في بلدة الخيام في جنوب لبنان. نادَى بالعلمانية وساهم من خلال تيار المجتمع المدني في إطلاق تحركات المجتمع المدني من أجل تغيير النظام الطائفي وبناء الدولة المدنية. له كتابات في الرواية والشعر والتأريخ والحقوق المدنية.

## نشاطه المدني
تولى مهام منسق عام «تيار المجتمع المدني» في العام 2009، وساهم في إطلاق وتأريخ أهم التحركات اللاطائفية والعلمانية في لبنان كـ «حراك إسقاط النظام الطائفي» في العام 2011 والحراك المدني في العام 2015.
كتب وحاضر في مواضيع العلمانية وقوانين الأحوال الشخصية المدنية وحراك إزالة الإشارة إلى القيد المذهبي من سجلات النفوس. وشارك في وضع مشروع قانون الزواج المدني الاختياري وكان أحد المدافعين عن الزواج المدني. ساهم أيضاً في تنظيم تحركات المجتمع المدني في مواجهة تمديد النواب لأنفسهم ولايتهم الإنتخابية في العام 2014.
يُعرِّف العلمانية في كتابه "العلمانية بين التحليل والتحريم" فيقول: العـلـمـانـيّـة (سواء لُفظت بِفتح العين أو بِكسرها) هي نظام حياة ونظام دولة. فعلى الصعيد الفردي، هي نظام حياة ومفهوم إنساني وأسلوب تعامل مع الناس، يأخذ صاحبه إلى تقبّل كل رأي واحترام حرية كل إنسان من منطلق قيمته الإنسانيّة وهويته المدنيّة، بِغضّ النظر عن انتماء هذا الإنسان الشخصي (الفكري أو الديني) وبِغضّ النظر عن موقفه السياسي أو حالته الاجتماعية. وهي على صعيد المجتمع، نظام ومفهوم سياسي يدعوان إلى بناء هوية الأفراد المدنيّة والإنسانيّة في المجتمع بما يَضمن مُساواتهم أمام قوانين الدولة، وبالتالي فالعلمانيّة تؤكّد استقلال الدولة (بقوانينها ومُؤسساتها) في علاقتها بالمواطن عن أية علاقة أخرى تربط هذا الأخير بأيّ مذهب فكري أو ديني أو بأية مجموعة عرقيّة أو سياسيّة".
تولى مسؤولية تحرير مجلة «تواصل مدني» منذ العام 2008.
أسس «لقاء الطلاب العلمانيين» في العام 2015، وهو نادٍ جمع طلاباً علمانيين من مختلف الجامعات اللبنانية.
أسس مع ناشطين مدنيين في العام 2017 فرقة «عكس التيار باند»، وهي فرقة غنائية وموسيقية تُعرِّف عن نفسها بأنها: «فرقة هادفة ملتزمة بقضايا الناس وهمومهم تنتقد الواقع السلبي وتتناول مشاكل المجتمع». وقد كتب عبد الله للفرقة معظم أغنياتها ومن أبرزها أغنية «خبي راسك يا شادي».
أسس «اللقاء العلماني» في العام 2023.

## مؤلفاته
صدرت له عدة أعمال أدبية وفكرية وتأريخية:
- كتاب شعر وخواطر «من القلب إلى القلب» - العام 2011- إصدار خاص.
- رواية «خطاب راكان في الزمان وأهله» - العام 2011 - إصدار ونشر دار الفارابي.[20][21]
- كتاب شعر «صدى المجهول» - العام 2012- إصدار ونشر الدار العربية للعلوم ناشرون.[22][23]
- كتاب حقوقي «الزواج المدني في لبنان- الواقع والآفاق» - العام 2012- إصدار تيار المجتمع المدني.
- كتاب توثيقي «إسقاط النظام الطائفي (بين الحلم والواقع)» في العام 2014. وهو كتاب يؤرخ يوميات الاحتجاجات الشعبيّة التي شهدها لبنان في العام 2011، ومظاهراتها وتحركاتها وأسبابها ونتائجها.[24]
- كتاب فكري نقدي «العلمانية بين التحليل والتحريم (في لبنان والعالم العربي)»، في العام 2015- إصدار ونشر الدار العربية للعلوم ناشرون. هو كتاب يتضمن 30 سؤالاً وجواباً عن عدّة أسئلة مطروحة حول العلمانية والطائفية وتاريخ العلمانية وعلاقتها بالديانتين المسيحية والإسلامية وبالسلطات الدينية وبالإيمان بالله.[25][26][27]
- كتاب حقوقي «خطوة نحو المواطنة»، في العام 2016، إصدار تيار المجتمع المدني. هو كتاب يتناول موضوع إزالة الإشارة إلى الطائفة من سجلات النفوس في لبنان.[28]
- كتاب توثيقي «الحراك المدني 2015 (عرض واستنتاجات)»، في العام 2016. وهو كتاب يعرض مسيرة الحراك الذي انطلق في لبنان لدى تفاقم أزمة النفايات والمظاهرات والتحركات والاجتماعات التي نُظمت في إطاره، وصولاً إلى النتائج التي تمخّضت عنه [29]
- رواية رقصة حب خلف الأحلام، إصدار الدار العربية للعلوم ناشرون، في العام 2017.[30][31][32]
- كتاب «ثورة 17 تشرين... إنتفاضة شعب»، في العام 2020. وهو كتاب يُؤرخ يوميات وأحداث ثورة 17 تشرين الأول من العام 2019 في لبنان. ويعرض واقع الأزمة الاقتصادية عند انطلاق الثورة، وأسباب اندلاعها، وأهم تطوراتها، ونتائجها من مكاسب وإحباطات.[33][34]
- كتاب «غريغوار حدّاد... مطران الزمن القادم»، في العام 2021. وهو كتاب يتناول سيرة ومسيرة المطران غريغوار حداد.[35][36][37]